# Vörösfejű amandina
A vörösfejű amandina (Amadina erythrocephala) a madarak osztályának a verébalakúak (Passeriformes) rendjébe, ezen belül a díszpintyfélék (Estrildidae) családjába tartozó faj.

## Rendszerezés
Régebben a Loxia nembe sorolták Loxia eryocephala néven.

## Előfordulása
Afrika déli részén, Angola, Botswana, Namíbia, Zimbabwe, a Dél-afrikai Köztársaság és Lesotho területén honos.

## Alfajai
- Amadina erythrocephala erythrocephala – (Linné, 1758)
- Amadina erythrocephala dissita – (Clancey)

## Megjelenése
Testhossza 13-14 centiméter. A nemek hasonlóak, de a tojó fejéről hiányzik a piros szín. A hímen a fejtető, a fejoldalak és a torok skarlátvörös. A kantár fehér, a hát tollai, a szárnyfedők és a külső karevezők szürkésbarnák. Az utóbbiak, valamint a szárnyfedő tollak hegyén sárgásbarna folt látható. Ezek előtt a közép és a nagy szárnyfedők egy fekete keresztövet alkotnak. A többi evezőtoll sötét szürkésbarna színű. A begytájék és a mell tollai fehér alapszínűek, fekete szegéllyel, ezáltal fekete-fehér pikkelymintázatot mutatnak. A has tollai vörösesbarna színűek, fehér és fekete szegéllyel, a kloáka környéke fehér színű. Az alsó farokfedők szürkésbarnák, a tollhegyek szegélye fehér vagy fekete színű.
A szem barna, a láb hússzínű, a csőr világos ólomszürke.
|  |  |

## Életmódja
Elsősorban száraz szavannán él.
Különböző magvakkal és rovarokkal táplálkozik. Agresszív madár.
Élőhelyén párban, illetve kisebb csoportokban figyelték meg. Ez inkább a költési időn kivül fordul elő, mert a szaporodási időben a saját fajtársai ellen is védi fészkét.

## Szaporodása
Nem jellemző, hogy fészket épít.  Inkább más fajok – elsősorban szövőpintyek – fészkeit foglalja el.
Fészekalja 4-6 tojásból áll, melyeken 12-13 napig kotlik. A fiatalok példányok a kikelés után 3 héttel már repülnek, újabb 2-3 hét múlva már önállóak.